# Rafael Cañizares
Rafael Cañizares, né le 24 mars 1950, est un ancien joueur cubain de basket-ball.

## Palmarès
- 3e des Jeux olympiques 1972